# Zanna ornata
Zanna ornata är en insektsart som beskrevs av Melichar 1908. Zanna ornata ingår i släktet Zanna och familjen lyktstritar. Inga underarter finns listade i Catalogue of Life.